# Две девицы на мели
«Две деви́цы на мели́» (англ. 2 Broke Girls) — американский ситком, созданный Майклом Патриком Кингом и Уитни Каммингс для Warner Bros. Television. Премьера состоялась на телеканале CBS 19 сентября 2011 года. Сюжет рассказывает о двух девушках (роли которых исполняют Кэт Деннингс и Бет Берс), которые ради исполнения своей мечты — покупки магазина кексов — работают официантками и пытаются накопить необходимую сумму в 250,000 долларов.
12 мая 2017 года CBS закрыл сериал после шести сезонов. В 2019 и 2021 годах в России вышел ремейк сериала под тем же названием.

## Сюжет
Ситком о двух девушках, которые работают официантками в закусочной в Уильямсбурге, и которых объединяет общая мечта — открыть успешный бизнес. Конечно, как только они найдут деньги для этого. Колкая, знающая жизнь Макс (Кэт Деннингс) работает на двух работах, только чтобы свести концы с концами. Утончённая Кэролайн (Бет Берс) — бывшая «принцесса» с трастовым фондом, которой настолько не повезло, что волей-неволей пришлось стать официанткой.
Сначала Макс воспринимала Кэролайн как очередную неумёху, которую ей придется прикрывать, но, к её удивлению, Кэролайн не оказалась «пустышкой». Когда Кэролайн узнала, что Макс печёт потрясающие кексы, она сразу увидела в этом потенциальный источник прибыли, но для бизнеса нужны деньги — около 250,000 долларов. Пока девушки откладывают чаевые, им придётся работать в закусочной вместе с чрезмерно любвеобильным украинским поваром Олегом (Джонатан Кайт), 75-летним «крутым перцем» Эрлом (Гарретт Моррис), который работает на кассе, и новым владельцем закусочной Ханом Ли (Мэттью Мой).
В конце каждого эпизода зрителю показывается сколько из необходимых 250 000 долларов девушки умудрились заработать, или потерять.

## В ролях

### Главные роли

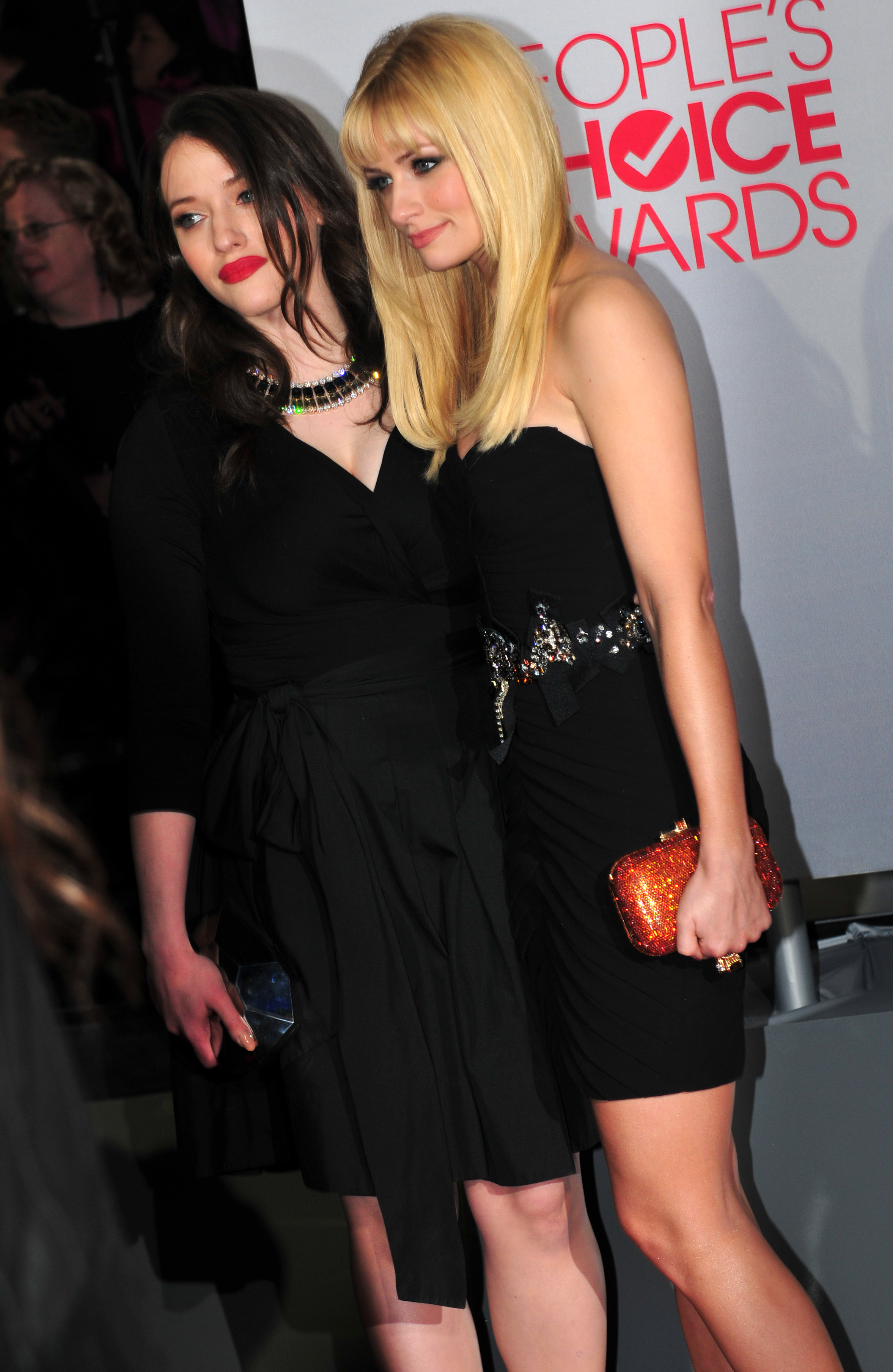
Деннингс и Берс на 38-й церемонии награждения премии «Выбор народа». Январь 2012.

- Макс Блэк (Кэт Деннингс) — работает в кафе официанткой, имеет весьма специфические взгляды на жизнь (в силу постоянно возникающих трудностей). Достаточно хорошо приспособлена к жизни, постоянно отпускает шуточки в адрес владельца ресторана и по совместительству шефа — Хана. Не любит обниматься.
- Кэролайн Ченнинг (Бет Берс) — дочь богатого и известного во всем городе человека, попавшая в затруднительную ситуацию. Поскольку отец Кэролайн угодил в тюрьму, его дочери приходится устраивать новую жизнь. Кэролайн — типичная блондинка, но в некоторых ситуациях она оказывается умнее, чем Макс. Не стесняется давать подруге советы, от которых иногда обе девушки попадают в забавные ситуации. Из имущества, которое ей удалось спасти от описи — её гнедой конь Каштан (который живёт в саду у дома Макс) и куча дорогих, но бесполезных украшений.
- Софи Кученски[3] (Дженнифер Кулидж) — новая соседка Кэролайн и Макс. По происхождению — полька. Обычно ярко одевается и красится, из-за чего Макс и Кэролайн сначала думали, что Софи — проститутка. На самом деле она владеет собственной клининговой компанией. Очень любит кексы, которые готовит Макс. Мечтает построить дом на берегу озера, поэтому постоянно носит с собой макет этого дома в знак того, что мечта должна быть как можно ближе. Встречается с Олегом, они один раз расходились на продолжительный срок, поженились в конце 4 сезона. В 6 сезоне у них родилась девочка, которую назвали Барбара.Хорошо относится к Макс.Недолюбливает Кэролайн.
- Эрл Вашингтон (Гарретт Моррис) — 75-летний кассир в кафе. Хороший рассказчик, знает много интересного. Очень саркастичный, ладит с Макс. В прошлом был талантливым музыкантом и участником группы «Ранние пташки».
- Олег Голишевский (Джонатан Кайт[англ.]) — украинский иммигрант, работает шеф-поваром в кафе, постоянно отпускает пошлые шуточки в адрес официанток, при этом не переходя рамки дозволенного. Не лишен скептицизма. Встречается с Софи, один раз расходились на продолжительный срок, поженились в конце 4 сезона. В 6 сезоне у них родилась девочка, которую назвали Барбара.
- Хан Ли (Мэттью Мой[англ.]) — владелец кафе. Низкорослый кореец, главное желание которого — познакомиться с девушкой. Иногда ведёт себя очень странно, часто совершает непродуманные действия. Дружелюбен с Макс и Кэролайн. Не очень хорошо знает английский язык, вследствие чего иногда не может правильно выразить свои мысли.

### Второстепенные роли
- Каштан (сезоны 1-6) — конь Кэролайн
- Джонни[4] (Ник Зано, сезоны 1-2) — подпольный художник, любит расписывать билборды. В начале первого сезона оказывал знаки внимания Макс, и даже нарисовал картину, где они изображены вместе. Часто появляется в кафе, любит кексы и кофе.
- Пич Лэндис (Брук Лайонс, сезон 1) — богатая домохозяйка, мать двоих детей. Постоянно печётся о малышах, иногда это переходит разумные границы. Не всегда адекватно воспринимает людей.
- Энди (Райан Хэнсен) (сезон 2, 5-6) — владелец магазина сластей «Candy Andy», встречался с Кэролайн, но они расстались из-за занятости Кэролайн бизнесом. Продал магазин и уехал. Вновь появляется в 5 сезоне, женится на дизайнере головных уборов Ромми. Возвращается в конце 6 сезона на пресс-банкете фильма о Кэролайн, сообщает, что развелся и хочет вернуть Кэролайн.
- Николя (Жилль Марини) (сезон 3) — француз, шеф-повар Школы Кондитеров. Кэролайн была неравнодушна к нему, пока не узнала, что он женат. Николя и его жена состоят в свободных отношениях и, поэтому его жена дает разрешение Кэролайн переспать с Николя, но та отказывается, потому что не хочет спать с женатым мужчиной. Позже Николя возвращается во Францию, чтобы быть с женой, и тогда Школа Кондитеров закрывается.
- Биби (Мэри Линн Райскаб) (сезон 3) — бывший шеф-повар Школы Кондитеров, была трижды сбита машиной, вследствие чего имеет психологическую травму и работает в отделе кадров Школы Кондитеров. Имеет много собак.
- Дик Бромберг (Эрик Андре) (сезон 3) — сын бизнесменов, занимающихся продажей лифтов. Живёт в мусорном баке, познакомился с Макс и Кэролайн в Школе Кондитеров. Встречался с Макс в третьем сезоне.
- Джо (Сандра Бернхард) (сезон 4) — владелица кафе «Кайф», куда нанимаются Макс и Кэролайн, чтобы подзаработать денег. Лесбиянка. Благосклонно относится к Кэролайн, постепенно повышая её в должностях.
- Нэш (Остин Фальк) (сезон 4) — юноша ирландского происхождения, встречался с Макс. Познакомились в кафе «Кайф», куда его наняли официантом. Позже работал в кафе с Макс и Кэролайн посудомойщиком, пока девушки не пристроили его в качестве модели. Кэролайн стала его менеджером. Во время съёмок выяснилось (не без помощи его матери), что ему только 18 лет, и он вынужден был вернуться в Ирландию.
- Нина (Бэррет Сватек) (сезон 5) — продюсер из Лос-Анджелеса, которая заинтересовалась историей падения Кэройлайн. Гарантировала, что в Голливуде могут снять фильм, основываясь на этом жизненном опыте.
- Рэнди (Эд Куинн) (сезон 5-6) — адвокат, с которым Макс познакомилась в Лос-Анджелесе. Много раз расставались из-за расстояния, но потом сходились. В последней серии делает Макс предложение и переезжает в Нью-Йорк.
- Бобби (Кристофер Горэм) (сезон 6) — занимался отделкой десертного бара после урагана. Встречается с Кэролайн.

### Приглашённые звёзды
- Стивен Уэбер — Мартин Ченнинг;
- Мисси Пайл — Черити Ченнинг;
- Марта Стюарт — играет саму себя[5];
- Седрик «Развлекатель» — Дариус;
- Ким Кардашян — играет саму себя;
- Линдси Лохан — Клэр;
- 2 Chainz — играет сам себя;
- Энди Дик — уличный артист;
- Кайл Гэсс — оператор.

## Эпизоды
| Сезон | Сезон | Эпизоды | Оригинальная дата показа | Оригинальная дата показа |
| Сезон | Сезон | Эпизоды | Премьера сезона          | Финал сезона             |
| ----- | ----- | ------- | ------------------------ | ------------------------ |
|       | 1     | 24      | 19 сентября 2011         | 7 мая 2012               |
|       | 2     | 24      | 24 сентября 2012         | 13 мая 2013              |
|       | 3     | 24      | 23 сентября 2013         | 5 мая 2014               |
|       | 4     | 22      | 27 октября 2014          | 18 мая 2015              |
|       | 5     | 22      | 15 ноября 2015           | 12 мая 2016              |
|       | 6     | 22      | 10 октября 2016          | 17 апреля 2017           |